# Nestor Umbelina
Pour les articles homonymes, voir Umbelina.
Nestor Umbelina est un homme politique santoméen, actif dans la région autonome de Principe.
Membre de l'Union pour le progrès et le changement de Principe (UMPP), il est président de l'Assemblée régionale de l'île de 2006 à 2010 puis membre du gouvernement régional pendant deux ans. En 2018, il scissionne de l'UMPP pour fonder le Mouvement vert pour le développement de Principe, qui obtient deux sièges aux élections régionales de la même année.

## Biographie
Après les élections régionales de 2006 où son parti l'Union pour le progrès et le changement de Principe (UMPP) remporte tous les sièges, Nestor Umbelina est élu président de l'Assemblée régionale de Principe. Au mois de mai 2007, il crée une polémique lorsqu'il critique publiquement la construction d'un port pétrolier sur l'île de São Tomé dans une interview pour la radio publique Radio Regional. Une fois la diffusion de l'interview suspendue, il est accusé par Carlos Gomes d'avoir outrepassé de ses pouvoirs. Umbelina accuse lui le président du gouvernement régional de Principe, José Cassandra (UMPP), d'avoir donné l'ordre d’arrêter la diffusion de l'interview et d'une « censure [...] mauvaise pour la démocratie ».
En 2010, à la suite de nouvelles élections régionales où l'UMPP connait le même succès, il est nommé secrétaire à l'Environnement, aux Ressources naturelles, aux Infrastructures et à l'Aménagement du territoire du gouvernement régional de Principe, toujours présidé par José Cassandra. Il s'agit d'un poste important pour le développement de l'île. Il démissionne le 31 juillet 2012 pour des raisons personnelles et familiales.
En août 2018 Nestor Umbelina participe à la création du Mouvement vert pour le développement de Principe (MVDP), qui fait scission de l'Union pour le progrès et le changement de Principe. Il critique un bilan négatif du troisième quadriennat de José Cassandra. Il en est élu président le 30 du même mois, lors d'une assemblée constitutive à Santo António. Il conduit ensuite la liste de son nouveau parti aux élections régionales de 2018, et se porte candidat à la présidence du gouvernement régional. Le MVDP arrive second aux élections et obtient 1 175 voix (26,72 %). Il remporte deux des sept sièges de l'Assemblée régionale.